# Dollo
Dollo är en zon i Etiopien.   Den ligger i regionen Somali, i den östra delen av landet, 800 km öster om huvudstaden Addis Abeba.